# Az Amerikai Virgin-szigetek az 1972. évi nyári olimpiai játékokon
Az Amerikai Virgin-szigetek az NSZK-beli Münchenben megrendezett 1972. évi nyári olimpiai játékok egyik részt vevő nemzete volt. Az országot az olimpián 4 sportágban 16 sportoló képviselte, akik érmet nem szereztek.

## Atlétika
Férfi
| Versenyző      | Versenyszám | Előfutam | Előfutam | Előfutam | Negyeddöntő | Negyeddöntő | Negyeddöntő | Elődöntő | Elődöntő | Elődöntő | Döntő   | Döntő    |
| Versenyző      | Versenyszám | Idő      | Hely.    | Össz.    | Idő         | Hely.       | Össz.       | Idő      | Hely.    | Össz.    | Idő     | Helyezés |
| -------------- | ----------- | -------- | -------- | -------- | ----------- | ----------- | ----------- | -------- | -------- | -------- | ------- | -------- |
| George Calhern | 100 m       | 10,90    | 5.       | 65.      | kiesett     | kiesett     | kiesett     | kiesett  | kiesett  | kiesett  | kiesett | kiesett  |

## Ökölvívás
| Versenyző     | Versenyszám | 32-es főtábla     | Nyolcaddöntő             | Negyeddöntő       | Elődöntő          | Döntő             | Helyezés |
| Versenyző     | Versenyszám | Ellenfél Eredmény | Ellenfél Eredmény        | Ellenfél Eredmény | Ellenfél Eredmény | Ellenfél Eredmény | Helyezés |
| ------------- | ----------- | ----------------- | ------------------------ | ----------------- | ----------------- | ----------------- | -------- |
| William Peets | Középsúly   | erőnyerő          | Poul Knudsen (DEN) · 0-5 | kiesett           | kiesett           | kiesett           | 9.       |

## Sportlövészet
Nyílt
| Versenyző         | Versenyszám           | Pont | Helyezés |
| ----------------- | --------------------- | ---- | -------- |
| Bob McAuliffe     | Gyorstüzelő pisztoly  | 494  | 59.      |
| José Álvarez      | Szabadpisztoly        | 486  | 57.      |
| Harold Fredericks | Sportpuska, fekvő     | 580  | 88.      |
| Douglas Mast      | Sportpuska, fekvő     | 583  | 78.      |
| Adelbert Nico     | Sportpuska, összetett | 1017 | 66.      |
| Salvador Sanpere  | Sportpuska, összetett | 979  | 69.      |

## Vitorlázás
Nyílt
| Versenyző                             | Versenyszám | Futam  | Futam  | Futam  | Futam | Futam | Futam  | Futam | Pontszám | Helyezés |
| Versenyző                             | Versenyszám | 1      | 2      | 3      | 4     | 5     | 6      | 7     | Pontszám | Helyezés |
| ------------------------------------- | ----------- | ------ | ------ | ------ | ----- | ----- | ------ | ----- | -------- | -------- |
| Richard Griffin                       | Finn dingi  | 23,0   | 32,0   | 24,0   | 36,0  | 28,0  | (41,0) | 36,0  | 179,0    | 29.      |
| Peter Jackson Ken Klein, Sr.          | Csillaghajó | 17,0   | 17,0   | (23,0) | 23,0  | 20,0  | 11,7   | 18,0  | 106,7    | 16.      |
| John Foster, Sr. John Hamber          | Tempest     | (26,0) | 23,0   | 25,0   | 22,0  | 15,0  | 24,0   | 22,0  | 131,0    | 20.      |
| Dick Holmberg David Jones David Kelly | Soling      | 27,0   | (30,0) | 29,0   | 30,0  | 25,0  | 25,0   |       | 136,0    | 24.      |